# Campeonato Bielorrusso de Voleibol Feminino
O Campeonato Bielorrusso de Voleibol Feminino é a principal competição de clubes de voleibol feminino da Bielorrússia.O torneio, chamado atualmente de  Divisão A, a segunda divisão chama-se Divisão B, são organizadas pela BVF.